# 산림항공본부
산림항공본부(山林航空本部, Forest Aviation Headquarters)는 항공기운항계획에 따라 산불방지·산림병해충 방제 등 산림보호 및 산림항공기 안전관리에 관한 사무를 관장하는 대한민국 산림청의 소속기관이다. 2010년 10월 18일 발족하였으며, 강원특별자치도 원주시 지정면 구재로 229에 위치하고 있다. 본부장은 고위공무원단 나등급에 속하는 일반직공무원으로 보한다.

## 연혁
- 1971년 4월 1일: 산림청항공대 창설.
- 1991년 5월 31일: 산림청 소속으로 산림항공관리소 설치.[3]
- 1996년 12월 31일: 소속기관으로 익산·양산지소 설치.[4]
- 1998년 8월 1일: 소속기관으로 원주지소 설치.[5]
- 2000년 6월 23일: 소속기관으로 영암지소 설치.[6]
- 2001년 12월 31일: 소속기관으로 안동·강릉지소 설치.[7]
- 2004년 5월 24일: 소속기관으로 진천지소 설치.[8]
- 2006년 7월 27일: 산림항공관리본부로 개편.[9] 익산·양산·원주·영암·안동·강릉·진천지소를 익산·양산·원주·영암·안동·강릉·진천산림항공관리소로 개편.[10]
- 2009년 4월 30일: 소속기관으로 함양산림항공관리소 설치.[11]
- 2010년 10월 18일: 산림항공본부로 개편.[12]
- 2013년 5월 22일: 소속기관으로 청양산림항공관리소 설치.[13]
- 2013년 9월 26일: 원주산림항공관리소를 폐지하고, 서울산림항공관리소를 설치.[14]
- 2013년 10월 22일: 강원도 원주시로 청사 이전.[15]
- 2014년 8월 27일: 소속기관으로 울진산림항공관리소 설치.[16]
- 2017년 6월 20일: 소속기관으로 제주산림항공관리소 설치.[17]

## 조직

### 본부장
| - 항공지원과 - 산림항공과 - 항공정비과 - 항공안전과 | - 산림항공관리소 - 익산산림항공관리소 - 양산산림항공관리소 - 영암산림항공관리소 - 안동산림항공관리소 - 강릉산림항공관리소 - 진천산림항공관리소 - 함양산림항공관리소 - 청양산림항공관리소 - 서울산림항공관리소 - 울진산림항공관리소 - 제주산림항공관리소 |

## 사건사고
- 2001년 5월 17일에 양산항공관리소 소속 KA-32가 신불 진화 도중에 추락, 3명이 순직하였다.[23]
- 2006년 7월 27일에 강릉항공관리소 소속 ANSAT305가 방제 작업 도중 추락, 1명이 순직하였다.[24]
- 2007년 8월 20일에 진천항공관리소 소속 Bell206-L3이 방제 작업 도중 추락, 3명이 순직하였다.[25]
- 2011년 5월 5일 산림항공본부 소속 AS-350이 추락, 2명이 순직하였다.[26]
- 2013년 5월 9일 안동산림관리소 소속 S-64E가 추락, 2명이 순직하였다.[27]